# Walter of Pattishall
Walter of Pattishall (auch Pateshull) († zwischen 25. August 1231 und 20. August 1232) war ein englischer Beamter und Richter.

## Herkunft und Heirat
Walter of Pattishall war der älteste Sohn des königlichen Richters Simon of Pattishall und von dessen Frau Amice. Nach dem Tod seines Vaters um 1217 erbte er dessen Grundbesitz in Northamptonshire, Buckinghamshire, Lincolnshire und Yorkshire. Durch seine Heirat mit Margery, der Tochter und Erbin von Richard d'Argentan erwarb er Landbesitz in Bletsoe, Crawley und anderen Teilen von Bedfordshire. 1222 kaufte er Landbesitz in Deighton in Yorkshire. Er war ein Vasall der Honour von Wahull und von Bedford. Zugunsten des Seelenheils seiner Mutter förderte er Pipewell Abbey.

## Dienst als Sheriff und als Richter
Wie sein Vater wurde auch Walter of Pattishall königlicher Richter. Von 1218 bis 1219 diente er als reisender Richter in den südlichen Midlands. Er erreichte jedoch nicht die Stellung und die Bedeutung seines Vaters, denn in den 1220er Jahren diente er nur gelegentlich als königlicher Richter, letztmals im Juni 1231. Nach der Entlassung von Falkes de Bréauté wurde er am 18. Januar 1224 neuer Sheriff von Bedfordshire und Buckinghamshire. Damit wurde er rasch in den sich zuspitzenden Konflikt von Falkes mit der Regierung verwickelt, die schließlich im Sommer 1224 in der Belagerung von Bedford Castle durch königliche Truppen gipfelte. Nachdem die Besatzung der Burg sich am 20. August ergeben hatte, befahl König Heinrich III. Pattishall und dem Richter Henry of Braybrooke, die Burg zerstören zu lassen. Dies führte zu einem kleineren Konflikt mit William de Beauchamp, der die erbliche Verwaltung der Burg beanspruchte. Sowohl Braybrooke wie auch Pattishall waren Vasallen von Beauchamp, der sich verständlicherweise gegen die Zerstörung der Burg wehrte. Schließlich konnte der König aber die Zerstörung der Burg durchsetzen. Am 5. September 1228 wurde Pattishall schließlich als Sheriff abgelöst.

## Tod und Erbe
Wahrscheinlich wurde Pattishall wie sein Vater in Pipewell Abbey beigesetzt. Seine Frau machte für sein Seelenheil eine Schenkung zugunsten des Hospitals Holy Trinity in Northampton. Sein Erbe wurde sein noch minderjähriger Sohn Simon of Pattishall.